# Șkuratî, Pîreatîn
Șkuratî (în ucraineană Шкурати) este un sat în comuna Deimanivka din raionul Pîreatîn, regiunea Poltava, Ucraina.

## Demografie
Componența lingvistică a localității Șkuratî
     Ucraineană (100%)
Conform recensământului din 2001, toată populația localității Șkuratî era vorbitoare de ucraineană (100%).